# Superpuchar Mołdawii w piłce siatkowej mężczyzn
Superpuchar Mołdawii w piłce siatkowej mężczyzn (rum. Supercupa Republicii Moldova la volei masculin) – rozgrywki w piłce siatkowej organizowane przez Mołdawski Związek Piłki Siatkowej (Federaţia de Volei din Republica Moldova), w których rywalizują ze sobą mistrz i zdobywca Pucharu Mołdawii.
Po raz pierwszy mecz o Superpuchar Mołdawii zorganizowany został w 2015 roku. Wówczas zdobywcą tego trofeum został klub Dinamo Tyraspol.
Druga edycja odbyła się w 2018 roku z okazji 25-lecia powstania Mołdawskiego Związku Piłki Siatkowej. Superpuchar zdobył klub Dinamo MAI Kiszyniów (mistrz Mołdawii w sezonie 2016/2017), który pokonał Astrę Kiszyniów (zdobywca Pucharu Mołdawii 2017). W meczu uczestniczyli prezydent Mołdawii Igor Dodon oraz prezydent CEV Aleksandar Boričić.

## Triumfatorzy
| Edycja | Data       | Miejsce spotkania                 | 1. miejsce                                  | 2. miejsce                                  | Wynik spotkania                         |
| ------ | ---------- | --------------------------------- | ------------------------------------------- | ------------------------------------------- | --------------------------------------- |
| 1      | 29.12.2015 | Sala sportivă ”Alexia”, Kiszyniów | Dinamo Tyraspol (Zdobywca Pucharu Mołdawii) | Dinamo MAI Kiszyniów (Mistrz Mołdawii)      | 3:0 (25:16, 25:22, 25:16)               |
| 2      | 31.03.2018 | Sala sportivă ”Alexia”, Kiszyniów | Dinamo MAI Kiszyniów (Mistrz Mołdawii)      | Astra Kiszyniów (Zdobywca Pucharu Mołdawii) | 3:2 (25:23, 25:23, 17:25, 17:25, 15:13) |

## Bilans klubów
| Klub                 | 1. miejsce | 2. miejsce |
| -------------------- | ---------- | ---------- |
| Dinamo MAI Kiszyniów | 1          | 1          |
| Dinamo Tyraspol      | 1          | 0          |
| Astra Kiszyniów      | 0          | 1          |